# ساطی وسطی
ساطیِ وسطی یک روستا در ایران است که در بخش مرکزی شهرستان مشگین‌شهر در استان اردبیل واقع شده‌است. ساطی وسطی ۵۵ نفر جمعیت دارد.

## جمعیت
این روستا در دهستان شعبان قرار دارد و براساس سرشماری مرکز آمار ایران در سال ۱۳۸۵، جمعیت آن ۵۵ نفر (۹ خانوار) بوده‌است.